# Hovrättsråd
Hovrättsråd är en domartitel i Sverige och Finland. I Sverige är ett hovrättsråd ledamot i en hovrätt och måste vara en lagfaren domare. I Finland är hovrättsråd benämningen för samtliga domare i hovrätten förutom presidenten.
I Sverige tilldelades titeln tidigare endast de till rangklass främsta, senare del äldsta ledamöterna i varje hovrätt, och utnämndes av Kunglig Majestät efter förslag av hovrätten. Hovrättsråd hade i rangordningen som gällde fram till 1909 rang som överste, men efter/rang mellan överste och överstelöjtnant.